# Zvěstování (Brandl)

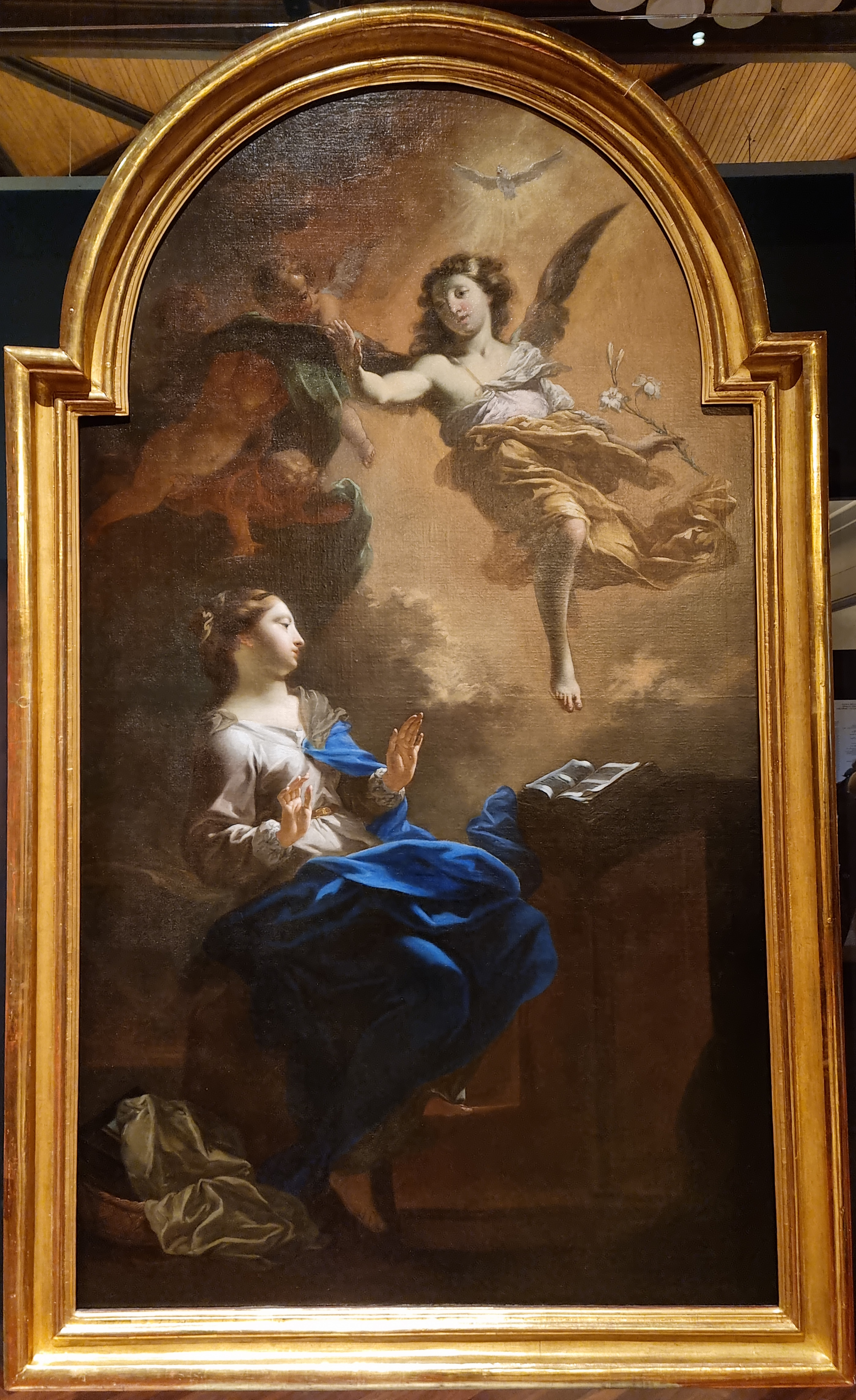
Zvěstování Panně Marii

Zvěstování je rozměrný barokní obraz Petra Brandla z roku 1697 namalovaný pro Svatou Horu v Příbrami.
Dne 10. srpna 1696 přijel v komisi na Svatou Horu zástupce Menšího Města, správce hradní obrazárny, učitel Brandlův Kristián Schröder, který Brandla pravděpodobně doporučil. Obraz byl namalovaný na objednávku dle rozhodnutí magistrátů Starého a Nového Města i Malé Strany za 160 zlatých. Písemná zpráva z 3. srpna 1697 uvádí, že obraz již z Prahy na Svatou Horu došel. Pro věhlas autora byl v polovině 19. století nahrazen kopií a originál uložen v přilehlém klášteře. V soupise od Antonína Podlahy z roku 1901 je autor opomenut, až Rudolf Kuchynka roku 1917 opětovně autorství Brandla zařazuje. Roku 1938 byl vystaven a plně doceněn na výstavě Pražské baroko.

## Popis díla

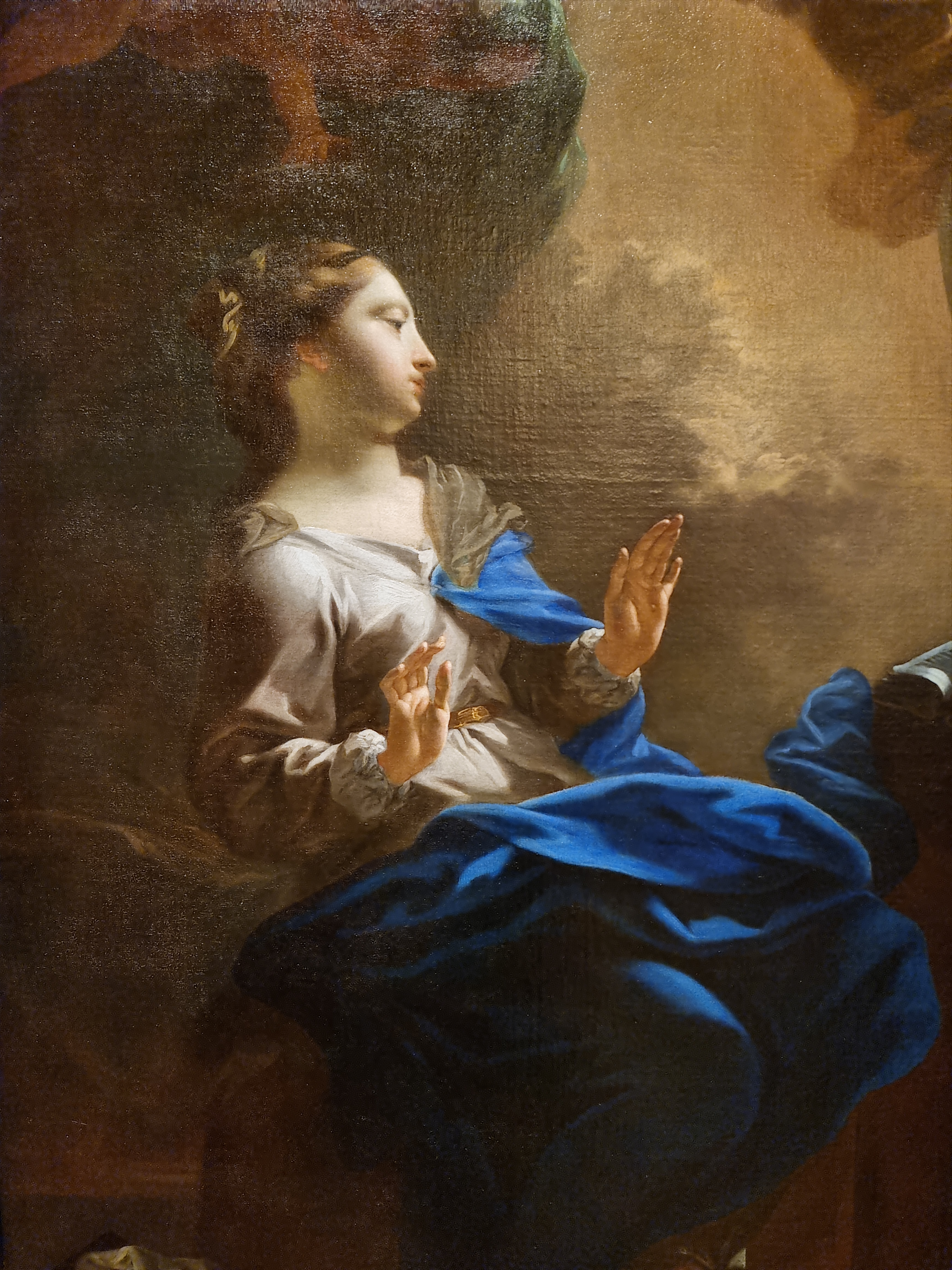
detail obrazu

Olej na plátně (rozměrů cca 280 x 180 cm) je dimenzován sedící Marií, skupinou kyprých andílků, kteří kompozičně oddělují draperií stín od světla se Zvěstovatelem podoby hermafrodita, jehož tvář je jen pootočenou variantou tváře Mariiny, který oděn do záře holubice sděluje zprávu. Gesta Marie a Gabriela malíř plasticky modeluje trojdimenzionálně plochu díla a dává na srozuměnou neverbální dialog. Dlaň „Oděného zlatem“ je tváří archanděla, jehož chodidlo směřující na otevřenou knihu je proporčně provázáno s jejím odmítavým gestem rukou a zrakem, který spočívá na textu stran knihy. Radikálnost vytržení je zdůrazněna členitostí šatu Marie a ve hře stínů a světla oživuje erotizující Brandlovu hravost s tématem panenské nevinnosti. Smyslnou poetikou nebeského sdělení andělského „hlasu“ frivolně poodhaleného posla s cudně sklopeným pohledem Panny oděné v růžové draperii světlem ozářené a s výrazným padajícím modrým pláštěm na zem. Za její obnaženou šíjí je rafinovaně zeleně komponovaná textilní opona, v jejíž přítmí oko divákovo v malířových náznacích může v mysli dotvářet črtovitě naznačené podoby andílků, kteří si pohrávají s Gabrielovou perutí.